# Zimbabwe
För andra betydelser, se Zimbabwe (olika betydelser).
Zimbabwe, officiellt Republiken Zimbabwe (engelska: Republic of Zimbabwe, tidigare Rhodesia) är en kustlös stat i södra Afrika som gränsar till Botswana, Moçambique, Sydafrika och Zambia. Huvudstad är Harare.
Den brittiska kolonin Sydrhodesias regering deklarerade landets självständighet år 1965 under namnet Rhodesia, men blev inte internationellt erkänt förrän år 1980. Landet bytte då namn till Zimbabwe. Vid gränsen mot Zambia finns Victoriafallet i Zambezifloden.

## Namn
Namnet Zimbabwe är härlett från dzimba dzemabwe, vilket på språket shona betyder "stenhus". Namnet, som använts sedan år 1980, kommer från den rika handelsstad som låg på samma plats på 1200-talet men som övergavs på 1400-talet då klimatförändringar gjorde marken obrukbar.

## Historia

### Äldre historia
Zimbabwe är ett av de områden i Afrika som varit bebodda längst. Det finns fynd som är uppåt 500 000 år gamla. De fynd som påträffats är troligtvis från anfäder till de som bodde i området till för 20 000 år sedan. Det var jägare och samlare som troligen tillhörde Sanfolket, vilka bebodde hela södra Afrika fram tills de fördrevs till Kalahariöknen, där Sanfolket fortfarande bor.

### Forntid
Omkring år 1 började järnåldern i nuvarande Zimbabwe. Under 400-talet immigrerade bantutalande människor från Central- och Östafrika, vilka är förfäder till dagens shona-talande människor.
Med bantuinvandringen infördes verktyg av järn, bättre odlingsmetoder och permanent bosättning. Betydande guldfyndigheter gjordes och handel med arabiska köpmän på den östafrikanska kusten började.
Vid 800-talet hade mineralutvinningen lett till en omfattande handel med grannländer, i synnerhet handel med guld. Kuststäder som Sofala i öst kan tyda på att landet ingick som ett led i en betydande fjärrhandel. Från denna tid är hövdingarna begravda med praktfulla smycken och klasskillnader börjar bli märkbara. Runt 1100-talet lades grunden till staten Stora Zimbabwe, som på 1400-talet skulle utvecklas till Monomotapariket. Fynd från utgrävningar antyder att samhället skilde mellan dem som brukade mineraler och de styrande.

### Rozwiklanen
Enligt lokala berättelser flyttade det bantutalande folket Rozvi in i Zimbabwe på 1300-talet. De styrande i Mutapa var ett shonafolk, karanga, av Rozwiklanen.
Deras ledare tog titeln Munhu Mutapa. Kung Mutota och hans son kung Matope utökade sitt rike omkring 1425 så att det sträckte sig långt över det guldrika landet, ut mot östkusten, och större delen av södra Afrika, i princip hela dagens Zimbabwe och delar av dagens Moçambique. Riket kallades Wilayat’ul mu’anamutapah efter kungens titel mwanamutapa, "herren över de plundrade länderna". När portugiserna kom till området kallade de landet Monomotapa och trodde att det var prästkonungen Johannes land.
När Matope dog 1480 delades landet, och Changa blev kung över nuvarande landsområdet, och kallade sitt land Urozwi, "landet som härskas av Rozwiklanen"; den andra landsdelen fortsatte att heta Monopatariket. Till skillnad från Monopata undkom Urozwi Portugals härjningar under 1500-talet. Riket ingick avtal med portugiserna, som fick resa och handla i landet. Portugiserna etablerade handelsplatser och konflikter uppstod.
Munhu Mutapa-riket upplöstes efter portugisiska militära aktioner mot imperiet 1628 och 1629. Den portugisiska handeln fortsatte, och de östra delarna av Zimbabwe hemsöktes också av slavhandlare. Under 1600-talet tillkom de flesta byggnaderna i Stora Zimbabwe, som antingen var en borg eller en helig plats. Efter flera sekel av trygghet föll karangifolket offer för ngonifolket på 1830-talet.

### Brittisk koloni

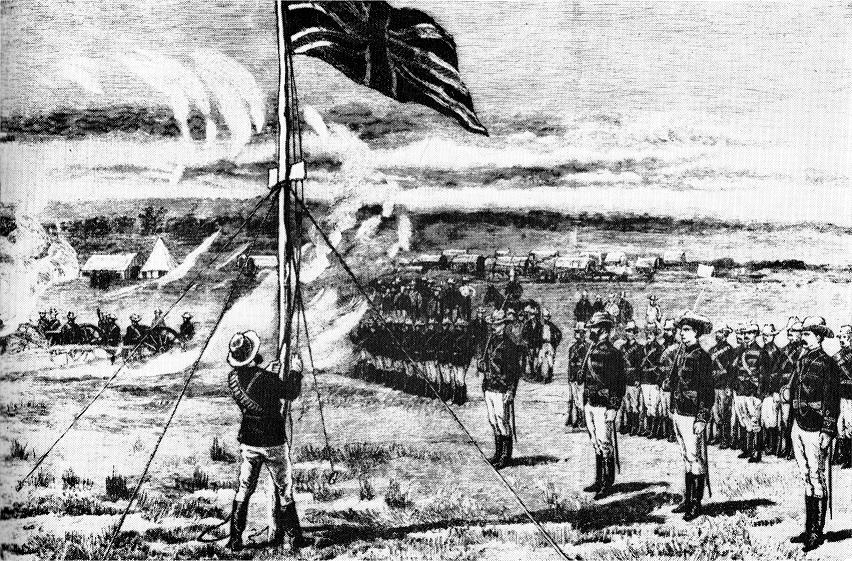
Brittiska flaggan Union Jack hissades över Fort Salisbury den 13 september 1890

År 1893 invaderades landet av premiärministern för Kapkolonin med brittiskt stöd, och vitt styre infördes. Det blev ett uppror när bl.a. mark beslagtogs av de vita. Storbritannien annekterade dåvarande Sydrhodesia från The South Africa Company år 1923. Landet blev i princip självstyrande av en vit minoritetsbefolkning på 5%. De svarta fick utstå kraftig diskriminering under införandet av apartheid.
Under åren 1953-1963 ingick Sydrhodesia i Centralafrikanska federationen tillsammans med kolonierna Nyasaland (Malawi) och Nordrhodesia (Zambia). År 1964 blev Nordrhodesia självständigt som Zambia. År 1965 deklarerade Sydrhodesias vita minoritetsregering ensidigt sin självständighet under namnet Rhodesia. Självständigheten accepterades inte av omvärlden. I synnerhet på grund av den policy som Storbritannien etablerat för sin avkolonisering, NIBMAR, eller "No Independence Before Majority African Rule".

### Kamp för självständighet
Efter den ensidiga självständighetsförklaringen år 1965 blev landet det första att få sanktioner från Förenta nationerna. Sanktionerna åtlyddes inte av alla länder, och framförallt handeln med Sydafrika fortsatte. Rhodesia erkände först Storbritanniens regent som landets statsöverhuvud, och försökte utan framgång förhandla med Storbritannien om självstyre. År 1970 utropade premiärministern Ian Smith Rhodesia som en republik, efter att den vita minoriteten röstat för en ny konstitution.
Rhodesia hade militärt samarbete med Sydafrika och Portugal från år 1970 fram tills diktaturen i Portugal föll. Det marxist-leninistiska Zanu-PF under ledning av Robert Mugabe bedrev gerillakrig och använde det kommunistiska Moçambique som bas från 1972.
Zambia, Tanzania och Moçambique stödde motståndsrörelsen i Rhodesia och även Sydafrika började nu pressa Rhodesias ledare att finna en förhandlingslösning. År 1979 ledde gerillakriget och Rhodesias ökande isolering till att den vita regimen valde att lämna ifrån sig makten. Under 1979 hette landet "Zimbabwe Rhodesia".

### Mugabe kommer till makten
År 1980 utropades självständighet under namnet Zimbabwe. Det nya landets första premiärminister blev Robert Mugabe. Han var landets ende ledare från 1980 till 2017. Han sågs inledningsvis som en frihetskämpe för den svarta majoriteten mot det tidigare vita minoritetsstyret. Den första budgeten efter självständigheten, i juli 1980, beskrevs av finansministern som konservativ men med ett milt och pragmatiskt tillskott av socialism. Men redan i mitten av 1980-talet kom han att visa sin totalitära sida när han beordrade massmord på 20 000 personer i opposition i Matabeleland. Samtidigt kom hiv att börja spridas i Zimbabwe och redan år 1987 samlade man till en regeringsledd styrning för att få bukt med epidemin.
Den tidigare väsentligt centralstyrda och internationellt isolerade ekonomi ändrade kurs till marknads- och handelsinriktad ekonomi 1991. Men under slutet av 1997 började en kraftig nedförsbacke för Zimbabwes ekonomi. President Mugabe gav efter för krigsveteraner som kämpat under självständighetskriget under 1970-talet och beviljade dem periodiska kontantbidrag som ekonomins utveckling egentligen inte tillät. Ekonomin hamnade i en ekonomisk katastrofsituation vilket ledde till en ond spiral med ökad arbetslöshet, inflation och minskad export. Samtidigt hade man militär närvaro i konflikten i Kongo, vilket också kostade.
Under år 2000 genomfördes en stor jordbruksreform där staten beslagtog 4000 av 4500 jordbruk som ägdes av vita farmare, i syfte att korrigera för koloniala orättvisor. Dessa omfördelades till 300 000 jordlösa svarta familjer, men många gårdar tilldelades också höga politiker inom regeringspartiet. Produktionen halverades och ekonomin blev kraftigt försämrad. Valet som hölls år 2000 rapporterades ha varit våldsamt och otillförlitligt. År 2001 kunde man se en återgång till en form av planekonomi med starka inslag av statligt engagemang och styrning och "indigenisering".
År 2002 riktade EU sanktioner mot landet efter anklagelser om valfusk och brott mot mänskliga rättigheter. Sanktionerna luckrades med tiden upp men kvarstod år 2015. Under tiden spreds hiv-epidemin i landet och år 2005 beräknades 24,6% av befolkningen vara smittad. Att stoppa spridningen blev svårt eftersom den egna ekonomin tillsammans med sanktioner gjorde det svårt att upprätthålla sjukvården i landet.
Parlamentsval hölls åren 2002 och 2005. Även om valet år 2005 rapporterades ha varit mindre våldsamt än de två tidigare valen så ansågs det av omvärlden alltjämt ha varit arrangerat. Den 29 mars 2008 hölls president-, parlaments- och lokalval. Eftersom varken Mugabe eller Tsvangirai fick mer än 50 % av rösterna skulle en andra valomgång genomföras den 27 juni 2008. På grund av utbrett våld mot oppositionen och med hänvisning till att det var omöjligt att genomföra ett fritt val drog Tsvangirai tillbaka sin kandidatur. Valet hölls ändå och Mugabe vann. Mugabe fick dock motta fördömanden från omvärlden. År 2013 hölls återigen val. Även om detta val bedömdes som någorlunda trovärdigt av valobservatörer, så riktades kritik mot olika brister som gjorde att det inte kunde kallas ett fritt och rättvist val. Mugabe vann även denna gång.

### Mugabe tvingas avgå
Den 14 november 2017 tog militären över tv-stationen Zimbabwe Broadcasting Corporation och satte Mugabe i husarrest. Han avsattes 19 november som ledare för Zanu-PF och ersattes som partiledare av Emmerson Mnangagwa. Efter hot om att ställas inför riksrätt avgick han frivilligt den 21 november. Den 24 november svors Emmerson Mnangagwa in som president. Mnangagwa var landets vicepresident fram till två veckor före Mugabes avgång.

### Ny ledning
År 2018 hölls val i Zimbabwe, den sittande regeringen vann valet, men anklagades av oppositionen för valfusk. Efter att ny president efterträtt Robert Mugabe har man erkänt brister i den kontroversiella landreformen som genomfördes i början på 2000-talet. År 2020 tecknade regeringen ett avtal om att betala ut en ersättning motsvarande 30 miljarder kronor till vita farmare som förlorade sin mark.
Zimbabwe börjar också få ner spridningen av hiv, även om man fortfarande har omfattande problem med sjukvården. 2021 var ca 15% smittade med hiv jämfört med ca 30% runt år 2000.
Nästa val ska hållas 2023.

## Geografi

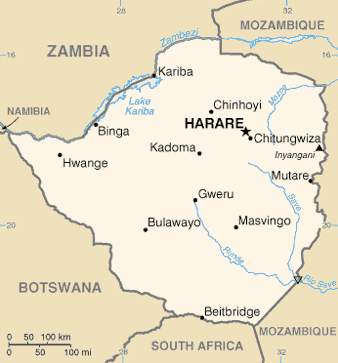
Zimbabwe

Zimbabwe är en republik i södra Afrika. Till ytan är landet något mindre än Sverige. Huvudstad är Harare.

### Topografi och hydrografi
Zimbabwe är en inlandstat på en platå 1 200–1 600 m ö.h. som gränser till Sydafrika i söder, Botswana i sydväst, Zambia i nordväst och Moçambique i nord och öst. Genom landet rinner Afrikas fjärde längsta flod, Zambezi.

### Klimat
Zimbabwes klimat är tropiskt, men mildras av landets höjd över havet. Centrala delarna av Zimbabwe är en högplatå som ligger omkring tusen meter över havet. Där har den svalaste säsongen i juni och juli en medeltemperatur på 13–14°C. Regntiden varar från november till mars, och den varmaste perioden är i början. Medeltemperaturen för oktober–november är 20–23°C. De lägsta områdena har ett tropiskt klimat i skyddade dalar, med medeltemperaturer upp till ca 30°C för oktober.
Nederbörden varierar mycket med terrängen. Den årliga nederbörden är störst längst österut med 1 000 till 1 500 mm, mest december till februari. Centralplatån har knappt 1 000 och nederbörd och torka juni–september. Skyddade områden i väster har en årlig nederbörd under 500 mm.

### Miljöproblem
De största miljöproblemen i Zimbabwe är avskogning, jorderosion, markförstöring, luft- och vattenföroreningar. Tjuvjakt har gjort att beståndet av den svarta noshörningen, som en gång var den största i världen, minskat avsevärt. Tungmetallföroreningar och giftigt avfall är resultatet av dålig gruvdrift.

## Styre och politik

### Författning och styre
Sedan 1980 är Zimbabwe enligt konstitutionen en demokratisk, parlamentarisk republik.
Mellan åren 1980 och 1987 var vita inkvoterade på 20% av parlamentsposterna, detta system har sedermera avskaffats. Zimbabwe har tvåkammarsystem sen år 2005. Underhuset har 270 ledamöter varav 60 är särskilt vigda för kvinnor. Överhuset har 80 platser varav 18 är vigda för traditionella ledare och 2 för att representera människor med funktionsnedsättning. Efter ett omstritt parlamentsval 2008 blev det en maktdelning mellan regerande parti och opposition där en premiärministerpost inrättades parallellt med presidentposten.
Val till presidentposten och parlament ska hållas vart femte år och presidenten kan inneha sin plats under två mandatperioder. I praktiken råder dock diktatur då ZANU-PF styrt sen dess. Robert Mugabe ledde partiet och landet fram till år 2017 då Emmerson Mnangagwa tog över. Medborgerliga rättigheter har också allvarligt kränkts, och under många år förekom anklagelser om folkmord i Matabeleland.

### Administrativ indelning
Zimbabwe är indelat i 10 provinser. Av dessa är två - Harare och Bulawayo - storstadsområden. Landskapsråden består av representanter valda enligt proportionalitetsprincipen och av alla riksdagsledamöter från landskapet. I provinserna väljs stads- och landskommuner i direkta val.
| Nr | Provins             | Huvudort      | Yta (km²) |
| -- | ------------------- | ------------- | --------- |
| 1  | Bulawayo            | Stadsprovins' | 479       |
| 2  | Harare              | Huvudstad     | 872       |
| 3  | Manicaland          | Mutare        | 36 459    |
| 4  | Mashonaland Central | Bindura       | 28 374    |
| 5  | Mashonaland East    | Marondera     | 32 230    |
| 6  | Mashonaland West    | Chinhoyi      | 57 441    |
| 7  | Masvingo            | Masvingo      | 56 566    |
| 8  | Matabeleland North  | Lupane        | 75 025    |
| 9  | Matabeleland South  | Gwanda        | 54 172    |
| 10 | Midlands            | Gweru         | 49 166    |

Statistik från Statoid

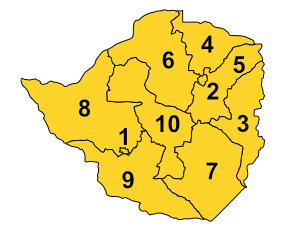
Karta över Zimbabwes provinser.

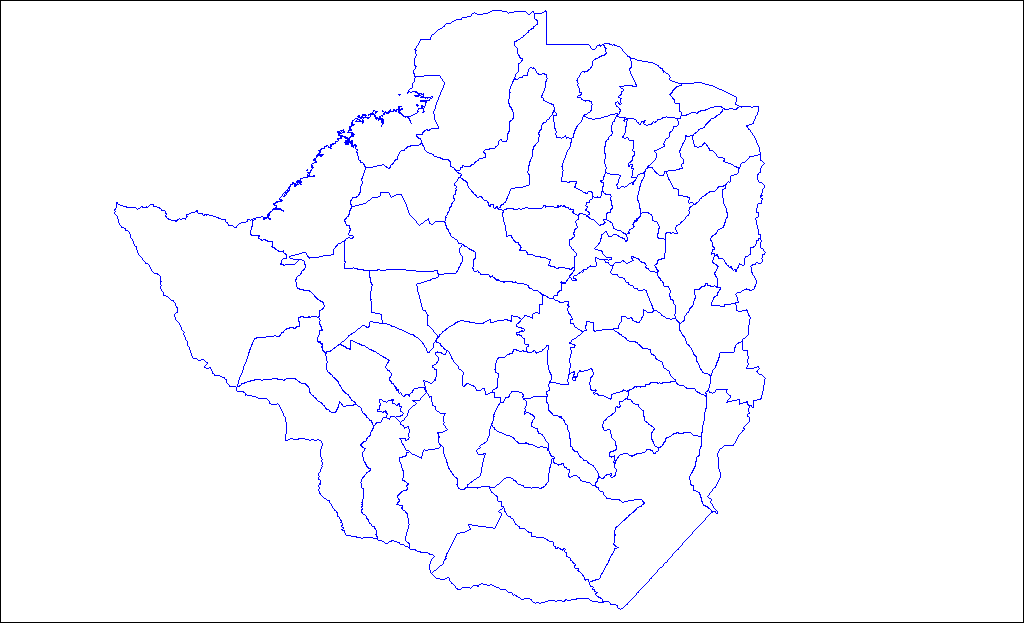
Distrikt i Zimbabwe

Zimbabwe är ett enhetligt land med två nivåer av subnationella regeringar, sammansatt av 10 provinser och storstadsråd och 86 lokala råd. Subnationella regeringar har erkänts i den nya konstitutionen från 2013, som också introducerar ett nytt regeringsskikt mellan nationell och lokal nivå (provinser, som fram till dess bara var administrativa enheter).
Stads- och landsbygdsråd är vidare indelade i avdelningar för administrativa ändamål. Stadsfullmäktige har tilldelats olika status enligt stadsdelsnämndslagen och är indelade i 4 lokala nämnder, 8 kommunfullmäktige, 10 kommunalråd och 6 stadsfullmäktige. Lokala styrelser inrättas i bosättningar med en mycket liten befolkning, eller i centra som inte kan försörja sig utan statligt stöd. 
Kommunerna har en tillräcklig storlek för att stå ensamma. Kommunfullmäktige har den högsta statusen i landet, och avser storstäder. Skillnader i status innebär skillnader i valsystemet för den verkställande makten: kommun- och kommunfullmäktige har en borgmästare som väljs demokratiskt vart fjärde år, medan lokala styrelser och kommunfullmäktige leds av en ordförande vald av fullmäktige.
Alla fullmäktigeledamöter i stadsfullmäktige och landsbygdsråd är demokratiskt valda. Den nya konstitutionen (2013) tillhandahåller ett nytt regeringsskikt: provinser. Enligt konstitutionen ges provins-/storstadsråden större befogenheter och större oberoende från centralregeringen, och 10 ledamöter av provinsråden, samt deras ordförande, väljs nu demokratiskt. 
Enligt konstitutionen är provins- och storstadsregeringar ansvariga för ekonomisk utveckling, samordning och genomförande av statliga program, miljöskydd, främjande av turism, etc. Provinsiella och lokala myndigheter har inga egna budgetanslag och anses fortfarande vara underordnade strukturer för ministeriet för lokalförvaltning, offentliga arbeten och nationella bostäder. 
Stadsfullmäktiges kompetens omfattar vattenförsörjning, sjukvård (sjukhus, kliniker etc), mödra- och barnskydd, bostäder, transporter, skolor, bibliotek, sanitet, miljöskydd, brandkår och kommunpolis, gatubelysning, offentliga utrymmen, parker, etc. Landsbygdskommunernas kompetens omfattar tillhandahållande av sociala tjänster såsom hälsa och utbildning, byggande och underhåll av avloppsanläggningar, vägar och dammar, etc.

### Försvar
De militära utgifterna, som andel av BNP,  ökade från 1,9 % år 2015 till 2,6 % år 2019. Militärtjänstgöringen var frivillig för män och kvinnor mellan 18 och 22 år.
Zimbabwes väpnade styrkor bestod av armén och flygvapnet, vilket år 2018 omfattade ungefär 29 000 aktiv personal. Dessutom fanns halvmilitära polisstyrkor som omfattade 21 800 personal. Armén bestod av 25 000 aktiva personal. Materielen omfattade år 2018 stridsvagnar, spaningsfordon, stormpansarfordon, pansarpersonalfordon och självgående artilleri. Armén hade också ett medeltungt- och luftvärnsartilleri. Flygvapnet bestod år 2018 av 4 000 aktiv personal. Materielen omfattade stridsflygplan, spaningsflygplan, lätta transportflygplan,  träningsflygplan samt helikoptrar.
Sedan 2000-talet har EU lagt ett vapenembargo mot Zimbabwe. Riktade sanktioner har även införts av bland annat Kanada, Storbritannien, USA och Australien. Vapensanktionerna är en av förklaringarna till att försvarsmaterielen till stor del består av äldre rysk och kinesisk utrustning.
Zimbabwe har även bidragit till internationella insatser. Till exempel år 2018 i FN-operationerna i Sudan och i Sydsudan (UNAMID och UNISFA).

## Ekonomi och infrastruktur
I början av 1980-talet gick handelsbalansen upp som en direkt följd av att sanktioner lyftes och att Zimbabwe hade en diversifierad industri. I slutet av 1980-talet blåste  liberala vindar i den socialistiska ekonomin och industrin ville ha liberal handel. År 1997 hade landet den snabbast växande ekonomin i Afrika. Implementeringen av liberal ekonomi krävde dock en politisk målmedvetenhet och en nationalekonomisk "grundtrygghet" som saknades. Och den inom-regionala obalansen – med Sydafrika i en så oerhört dominerande roll – hjälpte inte utvecklingen framåt. I slutet av 1990-talet gick ekonomin således utför. Under 1990-talet var landet beroende av handeln med Sydafrika. Vilket i huvudsak berodde på den ekonomiska subventionen de fick på ström och dessutom importerades olja och bensin därifrån. Samtidigt var Sydafrika beroende av att upprätthålla en stabilitet i Zimbabwe. I annat fall skulle den regionala balansen falla. Landet var inblandat i konflikter (till exempel kriget i Kongo-Kinshasa 1998–2002) som kostat miljoner. Landet har stort behov av bistånd och lån. Dock nekades detta med hänvisning till brott mot mänskligheten och politiska rättigheter, oförmåga att betala tidigare lån samt som protest mot den genomförda landreformen.
Zimbabwe hade gradvis utvecklat en inflationstakt som saknar motstycke i fredstid. Anledningen är att regeringen fick begränsade intäkter från den havererade ekonomin och därför var hänvisade till sedelpressarna. Den 24 maj 2006 var räntan 850 % och inflationen omkring 1 043 % per år. Inflationen nådde 5 000 % under juli 2007 och ett försök gjordes att tvinga butiksägare att halvera priserna under hot om stränga straff. Inflationen fortsatte att stiga under 2007, och var i augusti uppe i omkring 6 600 %. Från december 2006 till december 2007 var prisstegringen 66 000 % vilket var rekord, men inget mot ökningen av prisnivån mellan den 5 januari 2007 och den 31 oktober 2008, som uppgick till hela 2,79 triljoner procent (2,79*1018 %). En månad senare, 2008–09, hade inflationen ökat till 79,6 miljarder procent (7,96*109 %) på månadsbasis, eller 8,97 triljarder procent (8,97*1021 %) på årsbasis. I januari 2009 meddelade Zimbabwes centralbank att de ger ut en ny sedelvalör på 100 biljoner zimbabwedollar. Till slut var man uppe i sedelvalören 100 biljoner zimbabwedollar (100 000 000 000 000 = 1014).
Mugabe själv pekade ut utländska regeringar och "sabotage" som orsak till den ekonomiska kollapsen i Zimbabwe, och använde samma argument för att förklara landets arbetslöshet, som 2007 uppgick till 80 %. Till följd av hyperinflationen tilläts handel med internationella valutor år 2009, något som tidigare bara varit tillåtet för vissa licensierade handlare. År 2015 övergavs den inhemska valutan helt och dessa kunde växlas in mot amerikanska dollar. 2019 återinfördes en nationell valuta, nu under namnet Zimbabwe dollar.
År 2020 beslutade Världsbanken att stoppa alla utbetalningar av lån till Zimbabwe med anledning av att de slutat betala in tidigare lån. Under år 2020 gjordes ytterligare kraftansträngningar för att få ordning på inflationen. Bland annat infördes regelbaserad hantering av reservpengar, en valutaauktion och uppmjukning av dedollarisering. Effekten blev att inflationen minskade från 838% i juli 2020 till ett mer stabilt årsgenomsnitt på 50% 2021.
Zimbabwes BNP per capita var länge bland de högsta i Afrika söder om Sahara. Nivån sjönk från omkring 2 500 amerikanska dollar år 2005, till omkring 500 dollar år 2007. År 2018 har den ökat till 2 147 dollar.

### Näringsliv

#### Jord- och skogsbruk, fiske
År 2017 stod jordbruket för 12 % av BNP. I Zimbabwe är jordbruket  den viktigaste sektorn i  ekonomin, då ungefär 65 % av den arbetande befolkningen är sysselsatta där i början av 2020-talet.
Jordbrukssektorn är mer varierad än i de flesta afrikanska länder, vilket kan förklaras av Zimbabwes historia under den tid som Zimbabwe var Rhodesia. Under den perioden immigrerade många och marken fördelades mellan den vita och svarta populationen. De vita tilldelades en oproportionerligt stor andel, samt de områden som var lämpligast för både odling och boskapsskötsel. De vita kunde därför bygga upp större handelsinriktade gårdar medan de svarta fick nöja sig med den sämre marken, vilket senare fick stora politiska konsekvenser. Regeringens program för att omfördela de vitas mark till svarta ödelagt den kommersiella delen av jordbruket. Produktionen sjönk dramatiskt och mer än en miljon lantarbetare och deras anhöriga fördrevs. Vilket ledde till svält och minskad export.
Tobak och bomull odlas för export, och för inhemsk konsumtion odlas bland annat majs, vete och socker. De viktigaste boskapen är i början av 2020-talet nötkreatur och getter.
Zimbabwe har stora skogsområden. Av skogen tillverkas i huvudsak bränsle och träkol, men även som trämassa inom industrin samt till byggmaterial. I landet finns också ett betydande fiske i sjöar och floder, särskilt i området kring Kariba.

#### Energi och råvaror
År 2019 hade 53 % av befolkningen tillgång till elektricitet. År 2016 tillverkades energin till 58 % av fossila bränslen, 37 % av vattenkraft och 5 % av andra förnybara energikällor. Elektricitet både exporterades och importerades.
Zimbabwes naturtillgångar består av guld, platina, nickel, diamanter och kol.

#### Industri
År 2017 stod industrin för 22 % av BNP.

#### Tjänster och turism
Under 2000-talet minskade turismen i takt med att politisk polarisering och maktkamp, våldsamheter, farmockupationer, urholkad ekonomi och bränslebrist skapat svarta rubriker i världspressen. Men år 2017 stod servicesektorn ändå för 66% av BNP.

### Handel
Zimbabwe gick 1990 med i handelsorganisationen SADC i syfte att liberalisera exporten. Senare gick man även med i COMESA för att stärka den regionala handeln. Det gjordes också försök under 1990-talet för att bryta mönstret att produktion i huvudsak inriktade på inhemsk försäljning, men det gick långsamt. Den makroekonomiska utvecklingen hade också en negativ effekt på exporten. År 2001 identifierades i huvudsak tre nyckelprodukter i exporten; jordbruket, gruvnäringen och turismen. Den makroekonomiska utvecklingen fick effekt på den del av den inhemska produktionen som var importberoende. T.ex. jordbruket som var beroende av import av gödsel. De vikande världsmarknadspriserna på mineraler fick också effekt på exporten.
Ur afrikanskt perspektiv har landet en ovanligt varierad exportsektor där ingen vara är den helt dominerande exportprodukten. Platina, bomull och tobak var de viktigaste exportvarorna år 2017 och de viktigaste exportländerna Sydafrika, Moçambique, Förenade arabemiraten. Samtidigt var de viktigaste importvarorna maskiner, transportutrustning, industrivaror och de viktigaste importländerna Sydafrika, Zambia.

### Infrastruktur

#### Utbildning och forskning
Läs- och skrivkunnighet, år 2015, i engelska hos befolkningen över 15 år var 86,5%.

## Befolkning

### Demografi

#### Minoriteter
År 2016 bestod Zimbabwes befolkning till 99,4 % av afrikaner där de huvudsakliga folkgrupperna var Shona, Matabele och Ndbele.
Shonatalande befolkningen utgör större delen av den afrikanska befolkningen, och är uppdelade i flera undergrupper. Ndbele utgör ungefär 15 % av den Afrikanska befolkning och har sitt ursprung i Sydafrika. Ndbele-folket är företrädesvis bosatta i södra Zimbabwe. Ndbele invandrade ursprungligen under 1820-talet, då som deserterade krigare från Zuluhövdingen Shakas armé. Familjens utformning och sysselsättningen påminner om shonafolkets men är mindre ceremoniell och mer fokuserad på boskapsskötsel. Kulturen påminner mer om de besläktade ngunifolken, främst zulu, sotho och tswana. Ndbeles samhälle är uppbyggt efter tre sociala klasser.
Efter andra världskriget var immigrationen till Zimbabwe kraftig och den vita populationen växte dramatiskt. I mitten av 2010-talet var ungefär 25 % av den vuxna vita befolkningen född i Zimbabwe, ungefär 65 % av de vita zimbabwierna hade europeiskt ursprung resterande hade sydafrikanskt ursprung. De allra flesta vita har i början av 2020-talet utvandrat och det återstår knappt 45 000 vita i Zimbabwe. Det finns också några tusen asiater. De har en gemenskap som i regel sysselsätter sig med handel.

#### Migration
År 2016 uppskattades antalet flyktingar i Zimbabwe från Demokratiska republiken Kongo till 5 925 personer. Dessutom beräknas det finnas 300 000 statslösa i landet. År 2015 ansåg World Factbook att antalet internflyktingar inte var fastställt. Sedan 1980-talet har Zimbabwe gradvis övergått från att vara ett bosättningsland till ett land med emigration. I viss utsträckning har Zimbabwe även blivit ett transitland för illegala östafrikanska migranter på väg till Sydafrika. 
Under kolonialtiden invandrade en mängd européer, i synnerhet från Storbritannien. Men även tillfälligt bosatta ekonomiska migranter från Afrika kom. I samband med självständigheten började den första stora emigrationsvågen och bestod av den vita befolkningen som lämnade landet då en ny svart majoritets regering tog över. Emigrationen var således både politiskt och rasistiskt påverkad. En ny emigrationsvåg kom under  1990- och 2000-talen då en mer diversifierad emigration skedde som en följd av ekonomisk vanskötsel och hyperinflation. Problemen som uppstod som följd av emigrationen var bland annat  kompetensbrist, illegal migration, människosmuggling och människohandel.

### Språk
I mitten på 2010-talet var shona det mest talade språket. Ndbele var det näst mest talade språket medan engelskan företrädesvis användes i det offentliga. Dessa tre språk utgjorde, tillsammans med 13 andra minoritetsspråk, officiella språk. 
De 13 minoritetsspråken är chewa, chibarwe, kalanga, khoisan, nambya, ndau, shangani teckenspråk, sotho, tonga, tswana, venda samt xhosa.

### Religion
År 1560 etablerades den första kristna kyrkan, den katolska kyrkan, i Zimbabwe. Detta genom den portugisiske jesuitmissionären Gonçalo da Silveira som mördades år 1561. Katolska kyrkan fanns dock kvar i landet fram till år 1667 då all katolsk verksamhet i Zimbabwe upphörde.
Kristna protestantiska samfund etablerades i Zimbabwe under andra halvan av 1800-talet och katolska kyrkan återkom år 1890. Under 1900-talet hade kristna missionsskolor stort inflytande i Zimbabwe och större delen av landets första regering var också utbildade vid dessa skolor. I början av 2020-talet var runt 80 % av befolkningen kristen. Ungefär hälften av de kristna tillhörde den apostoliska kyrkan. Många, ungefär 25 % av befolkningen, utövade pentekostalism men många mindre kristna samfund fanns representerade, däribland sjundedagsadventister. Katolska kyrkan har också många anhängare, vilket förklaras av att katolska kyrkan stödde nationalisternas strävan under perioden efter självständigheten.
Hur många som utövar traditionella inhemska religioner är oklart, då uppskattningarna varierar mellan 0,6 % och omkring 20 %, men klart är att de inhemska religionerna har stor betydelse för många. Inte minst på grund av att de synkretistiska inslagen är stora. De inhemska religionerna hade också stor politisk betydelse då kampen för majoritetsstyre pågick, då i synnerhet de delar som relaterade till anfäderskult och förmedlare med andevärlden. En liten minoritet, omkring 2 %, utövar islam och Bahá'í.

### Hälsa
| Hiv och aids             | 1997   | 2016         | 2020         |
| ------------------------ | ------ | ------------ | ------------ |
| Andel av befolkningen    | 29 %   | 13,5 %▼      | 12 % ▼       |
| Antal                    | —      | 1,3 miljoner | 1,3 miljoner |
| Dödsfall per år          | 35 700 | 30 000▼      | 22 000 ▼     |
| Fetma                    | 2016   |              |              |
| Andel av befolkningen    | 15,5 % |              |              |
| Undervikt hos barn <5 år | 2014   |              |              |
| Andel av befolkningen    | 11,2 % |              |              |

Spädbarnsdödligheten som minskade fram till mitten av 2000-talet har stagnerat eller till och med försämrats även om den gått ner något från år 2017 då den var 32,7 per 1000 levande födslar till år 2021 då den beräknades till 29,41 per 1000 levande födslar.
Andelen hiv-smittade har sjunkit sedan år 1997 då den låg på 29 %. År 2016 beräknades 1,3 miljoner vara smittade, 13,5 % av befolkningen, och antalet avlidna var cirka 30 000. År 2020 var andelen smittade ungefär 12 % av befolkningen men antalet smittade på 1,3 miljoner människor var konstant. Antalet avlidna hade dock minskat med 8000 till 22 000 personer. Hiv-prevalensen fortsätter därmed vara bland världens högsta, vilket också gjort att medellivslängden blir kortare. År 2021 var medellivslängden 62,83 år.
Mödradödlighet år 2015 var 443 dödsfall per 100 000 födslar.

### Övriga befolkningsdata
Den senaste folkräkningen hölls den 17 augusti 2012 och avsåg den faktiska (de facto) bosatta befolkningen i Zimbabwe, som uppgick till 13 061 239 invånare (varav 6 280 539 män och 6 780 700 kvinnor).
Folkräkningar hade tidigare hållits 2002, 1992, 1982 och 1969. 1969 räknade dock endast den delen av befolkningen som sågs som european och coloured.
Invånartalet i Zimbabwe uppskattades i juli 2017 av The World Factbook till 13 805 084 invånare, av Förenta nationerna (befolkning den 1 juli 2016) till 15 967 000, av Internationella valutafonden till 14 877 000 invånare (för år 2017) samt av Världsbanken (juli 2016) till 16 150 362 invånare.

## Kultur

### Konstarter

#### Bildkonst

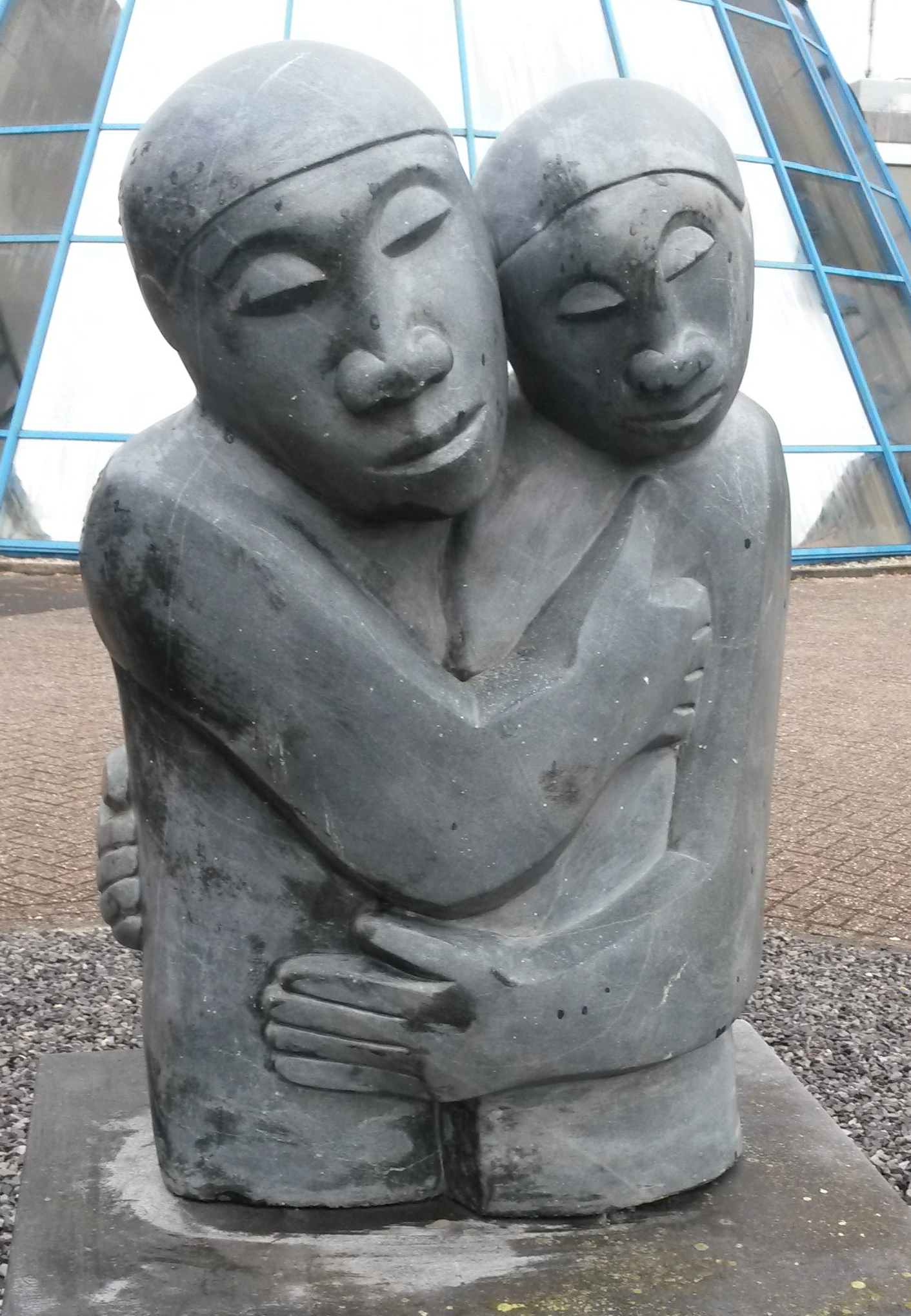
"Reconciliation", en stenskulptur av Amos Supuni

Zimbabwe är känt för sina stenskulpturer. Det är dock något som vuxit fram under 1900-talet. Dessförinnan var det mycket ovanligt.

### Traditioner

#### Helgdagar och högtider
Följande dagar är religiösa nationella helgdagar: påskdagen och juldagen.

#### Kultursymboler och viktiga personligheter
Se även: Zimbabwes flagga och Zimbabwes riksvapen

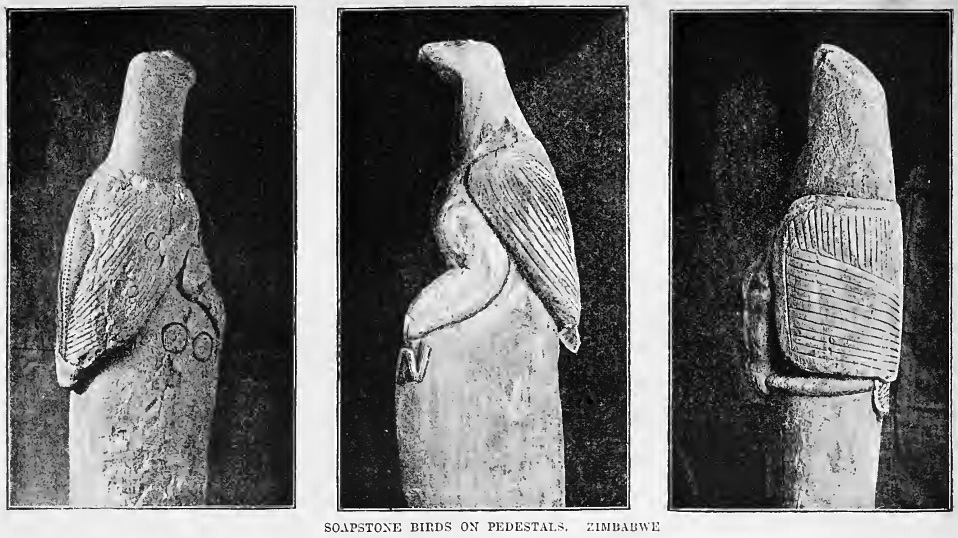
Tre av Zimbabwefåglarna, fotograferade cirka 1891.

Zimbabwefågeln är Zimbabwes nationalemblem och återfinns bland annat på landets flagga.

## Internationella rankningar
| Organisation                                | Undersökning                   | Rankning   |
| ------------------------------------------- | ------------------------------ | ---------- |
| Heritage Foundation/The Wall Street Journal | Index of Economic Freedom 2019 | 175 av 180 |
| Reportrar utan gränser                      | Pressfrihetsindex 2019         | 127 av 180 |
| Transparency International                  | Korruptionsindex 2018          | 160 av 180 |
| FN:s utvecklingsprogram                     | Human Development Index 2018   | 150 av 189 |